# Ahantziga
L'Ahantziga ou Ahantsiga, culminant à 585 m d'altitude, est un mont du Pays basque français au sud-est de Gotein dans la province de Soule (Pyrénées-Atlantiques).

## Toponymie
Le nom d'Ahantziga se compose d'un radical ahan, variante souletine de arhan 'prunelle', élargi par le collectif -tze-aga > -tziga. On retrouve une construction similaire dans le toponyme voisin Ahantxeta.

## Géographie

### Topographie
L'Ahantziga est situé sur la ligne de partage des eaux entre le bassin du Saison et celui de l'Aucet (affluent du gave d'Oloron). Il est bordé des cols d'Idaola au nord, Garate à l'est et Belhartz au sud entre respectivement les vallées du Saison, de l'Aucet et du Basagaitz.

## Voies d'accès
On y accède depuis Gotein (route de la cité des écrevisses) puis chemin.